# Bryggeriet Skands
Bryggeriet Skands er et dansk mikrobryggeri skabt og drevet af Birthe og Morten Skands.
Grundlaget for bryggeriet blev skabt med håndbrygget øl, lavet i kælderen under Birthe og Mortens hus på Asgårdsvej på Frederiksberg. Birthe Skands har en længere karriere på Carlsberg bag sig. Sidst som udviklingschef.
Baseret på de gode resultater valgte parret i 2003 at etablere et egentligt mikrobryggeri i Brøndby.

## Øltyper
- Humlefryd – klassisk øl af pilsnertypen. 5,5% vol.
- New Stout – Mørk, let sødlig øl med frisk bitterhed. 5,8% vol.
- Nicks Ale – Traditionel engelsk ale. 5,1% vol.
- Porter – Mørk og kraftig porter. 7,2% vol.
- Elmegade IPA – India Pale Ale. 6,2% vol. Udviklet sammen med ejerne af Ølbaren i Elmegade.
- Brüssel Wit – Gylden hvedeøl. 5,2% vol.
- Ørsted Gold – Udviklet sammen med Ørsted Ølbar. 5,5% vol.
- Blå chimpanse – belgisk inspireret øl. 6,5% vol.

Derudover brygges sæsonøl som julebryg og påskebryg.